# Šan-wej
Šan-wej (čínsky 汕尾, pchin-jinem Shànwěi) je městská prefektura v Čínské lidové republice. Patří do
provincie Kuang-tung. Celá prefektura má rozlohu 5 271 čtverečních kilometrů a žije v ní přes dva miliony obyvatel.

## Poloha
Šan-wej leží ve východní části provincie Kuang-tung, jeho jižní okraj tvoří pobřeží Jihočínského moře. Hraničí na východě s Ťie-jangem, na severu s Mej-čou a Che-jüanem a na západě s Chuej-čou.
Od subprovinčního města Šen-čenu je Šan-wej vzdálený přibližně 120 kilometrů na západ.

## Administrativní členění
Městská prefektura Šan-wej se člení na čtyři celky okresní úrovně, a sice jeden městský obvod, jeden městský okres a dva okresy.
| městský obvod · Čcheng okres · Chaj-feng okres · Lu-che městský okres · Lu-feng |        |                       |                    |                                  |
| Název                                                                           | Název  | Počet obyvatel (2020) | Rozloha km² (2020) | Hustota zalidnění (obyv. na km²) |
| český přepis                                                                    | znaky  | Počet obyvatel (2020) | Rozloha km² (2020) | Hustota zalidnění (obyv. na km²) |
| Městské obvody                                                                  |        |                       |                    |                                  |
| Čcheng                                                                          | 城区   | 450 959               | 392                | 1 149                            |
| Městský okres                                                                   |        |                       |                    |                                  |
| Lu-feng                                                                         | 陆丰市 | 1 235 827             | 1 701              | 727                              |
| Okresy                                                                          |        |                       |                    |                                  |
| Chaj-feng                                                                       | 海丰县 | 802 454               | 1 783              | 450                              |
| Lu-che                                                                          | 陆河县 | 249 242               | 986                | 253                              |
|                                                                                 |        |                       |                    |                                  |
| Celkem                                                                          | Celkem | 4 113 594             | 14 891             | 276                              |